# Lucien-Louis-Joseph-Napoléon Bonaparte
Lucien-Louis-Joseph-Napoléon Bonaparte forma spolszczona: Napoleon Lucjan Bonaparte (15 listopada 1828 w Rzymie, zm. 19 listopada 1895 tamże) – francuski kardynał z rodu Bonapartów.

## Życiorys
Był synem znanego ornitologa, księcia Karola Lucjana Bonapartego, najstarszego syna Lucjana Bonapartego, i jego małżonki Zenajdy Bonaparte, córki Józefa, byłego króla Neapolu i Hiszpanii, najstarszego brata cesarza Napoleona I. Ochrzczony został przez brata Letycji, matki Napoleona, kardynała Józefa Fescha, ojcem chrzestnym był kuzyn książę Ludwik Napoleon.
Napoleon Lucjan od dzieciństwa odznaczał się łagodnym i dobrym usposobieniem – był ulubionym wnukiem babki Julii z domu Clary (siostry królowej Szwecji i Norwegii Desirée, żony Karola XIV Jana Bernadotte).
Już we wczesnym wieku poczuł powołanie duchowne: po nauce teologii od roku 1854 otrzymał 13 grudnia 1857 święcenia kapłańskie i został wikarym w rzymskiej parafii Santa Maria in Via Lata. Większość życia spędził w Rzymie, czasami tylko odwiedzając Paryż, dokąd, do pałacu zakupionego przez Napoleona III, przeniosła się jego rodzina.
Napoleon Lucjan był słabego zdrowia, skromny i głęboko pobożny, pragnął się zajmować dobroczynnością i nie dążył do zaszczytów i wysokich urzędów, ale tu jego pochodzenie stało mu się przeszkodą: Napoleon III mianował go jałmużnikiem dworu cesarskiego, a papież Pius IX tajnym szambelanem. Jako kuzyn cesarza nie mógł odmówić przyjęcia tych godności.
W roku 1867 wojska francuskie uratowały (po raz ostatni) istnienie Państwa Kościelnego przed zakusami włoskiej monarchii dynastii sabaudzkiej. Napoleon III pragnął, by papież w zamian za pomoc mianował kardynałem arcybiskupa paryskiego Darboy (rozstrzelanego później w czasie Komuny Paryskiej), którego Pius IX nienawidził ze względu na jego poglądy na dogmat o nieomylności papieskiej. By wyjść z impasu, Pius IX zdecydował się nadać kapelusz kardynalski skromnemu proboszczowi Bonaparte, który nie był nawet wyświęcony na biskupa i miał tylko 40 lat.
13 marca 1868 w czasie posiedzenia konsystorza Napoleon Lucjan otrzymał godność kardynalską z tytułem prezbitera Santa Pudenziana, który to zamienił 19 września 1879 na tytuł San Lorenzo in Lucina. Był potem nieznaczącym członkiem różnych kongregacji watykańskich, uczestniczył w I Soborze Watykańskim i w konklawe, które wybrało papieżem Leona XIII.
W roku 1891, wezwany przez kuzynkę Klotyldę, usiłował wraz z nią – na próżno – namówić do powrotu na łono Kościoła umierającego krewnego, księcia Napoleona.
Kardynał Bonaparte zmarł w 68 roku życia na apopleksję.